# Enrico Mosconi
Enrico Mosconi (Milán, 1843-Buenos Aires, 16 de junio de 1910) fue un ingeniero italiano y padre del general e ingeniero Enrique Mosconi. Participó activamente en la construcción de los ferrocarriles de la República Argentina. Fundó la localidad de Villa Gobernador Gálvez y el diario en idioma italiano L’Italia.

## Trayectoria

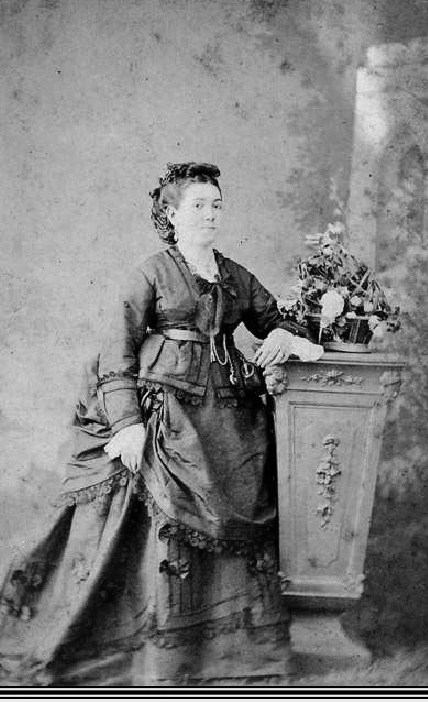
Su primera esposa, María Juana Canavery

Enrico Mosconi nació en 1843 en Milán, Italia, hijo de Domenico Mosconi y Maria Tirola, perteneciente a una distinguida familia lombarda. Realizó sus estudios universitarios en su país natal, y llegó a Buenos Aires hacia 1869, por trabajos relacionados con la construcción del Ferrocarril Central Argentino.
Instalado definitivamente en Argentina, Enrico Mosconi trabajó como ingeniero para el tendido de una red de telégrafos. En la provincia de Santa Fe recibió el encargo de trazar un plano de líneas ferroviarias. A mediados de la década de 1870, se le encomendó realizar trabajos en el Cuartel de Retiro, y también fue contratado para realizar trabajos en el Ferrocarril del Sud.
Mosconi tuvo una amplia trayectoria como empresario vinculado al negocio ferroviario. Fue propietario de Enrique Mosconi y Cía, una empresa de tranvías a vapor que operó en Rosario a fines del siglo XIX.
Estuvo muy vinculado a la comunidad italiana de Santa Fe. El 25 de febrero de 1888 fundó la ciudad de Villa Gobernador Gálvez, y creó un diario para la comunidad italiana en la ciudad de Rosario.
Está empadronado con su hermano Eduardo Mosconi, desempeñándose como comisionados del censo general de población, construcción, comercio e industria de la ciudad de Buenos Aires de 1889.
Ocupó además varios puestos técnicos en la administración pública, como tasador en la liquidación del Banco Nacional y años después tasador del Banco Hipotecario Nacional.

## Fallecimiento
El 16 de junio de 1910 muere en Buenos Aires, a los 67 años de edad.

## Familia

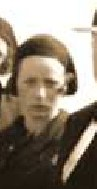
Mabel Gorchs, nieta de Mosconi y Juana M. Canavery

Contrajo matrimonio con María Juana Canavery, una argentina de ascendencia irlandesa, hija de Tomás Canaverys y Macedonia Castillo, perteneciente a una distinguida familia patricia.  Era bisnieta de Juan Canaverys, un italiano de ascendencia francesa o irlandesa que había una participación activa durante la Revolución de Mayo.
Él y su esposa hicieron varios viajes a ciudades del sur de Europa, incluida Milán, Italia, donde nació su hija Ernestina. Su esposa murió el 14 de septiembre de 1881 en Niza, Francia, luego de dar a luz a Ricardo Mosconi. Enrico Mosconi regresó a Buenos Aires ese año con los dos hijos menores, dejando a los mayores en una prestigiosa escuela ubicada en la región de los Alpes-Marítimos.
Su segunda esposa fue María Luisa Matti, nacida en Buenos Aires, hija de Guillermo Matti y Hermenegilda Pagani, naturales de Suiza. Su suegro era empresario, vinculado a la construcción del ferrocarril en Campana, provincia de Buenos Aires.
En Buenos Aires mantuvo lazos de amistad con distinguidos miembros de la aristocracia local, entre ellos Roque Sáenz Peña, Adolfo Alsina, padrino de María Mosconi Canavery, y Carlos Pellegrini, padrino de Guillermo Mosconi Matti. También tuvo excelentes relaciones con la comunidad británica e irlandesa de Argentina. Su sobrina Sara Mosconi estaba casada con Juan Bird Guillon, perteneciente a una familia de Galway.
En 1888 Enrico Mosconi adquirió un terreno en el poblado Los Algarrobos (Departamento de San Martín), perteneciente a Agustín Hamilton Johnston, natural de Newcastle upon Tyne. Mosconi sugirió el cambio de denominación del pueblo en honor a su amigo Carlos Pellegrini, cuya madre Mary Bevans Brigh era originaria de Londres, Inglaterra.